# Кулисянева къща
Кулисяневата къща (на гръцки: Κτήριο Κουλισιάνη) е къща, архитектурна забележителност в град Костур, Гърция.

## Местоположение
Къщата е разположена на улица „Манолакис“ № 4, малко преди площад „Омония“.

## История
Сградата принадлежи на братя Кулисянис. В 1983 година фасадата на сградата е обявена за паметник на културата.

## Архитектура
В архитектурно отношение къщата е триетажна неокласическа сграда с керемиден покрив със строга организация на фасадите. Основният изглед е структуриран на три нива и се характеризира със симетрична композиция спрямо централната ос. Отворите са със семпли околовръстни рамки, а мазилката на приземния етаж имитира каменна зидария тип босаж.